# Guelph Storm
Guelph Storm – juniorska drużyna hokejowa grająca w OHL w dywizji środkowo-zachodniej, konferencji zachodniej. Drużyna ma swoją siedzibę w Guelph w Kanadzie.
- Rok założenia: 1991–1992
- Barwy: brązowo-szaro-czarne
- Trener: Dave Barr
- Manager: Dave Barr
- Hala: Guelph Sports and Entertainment Centre

## Osiągnięcia
- J. Ross Robertson Cup: 1998, 2004, 2014, 2019
- Wayne Gretzky Trophy: 2004, 2014, 2019
- Emms Trophy: 1995, 1996, 1998
- Hamilton Spectator Trophy: 1995, 1996, 1998, 2014
- Holody Trophy: 1999, 2014
- Finał Memorial Cup: 1998, 2014, 2019